# NGC 3991
NGC 3991 este o emission-line galaxy⁠(d) situată în constelația Ursa Mare. A fost descoperită în 5 februarie 1864 de către Heinrich Louis d'Arrest. Se află la o distanță de 55,6 de megaparseci de Pământ.